# Nationaal Park Kellerwald-Edersee
Het Duitse Nationaal Park Kellerwald-Edersee (Duits: Nationalpark Kellerwald-Edersee) is een 57,385 km² groot nationaal park in het noordelijke deel van het middelgebergte Kellerwald, in het district Waldeck-Frankenberg, in het noordwesten van de deelstaat Hessen. Nationaal Park Kellerwald-Edersee is een onderdeel van het 406 km² grote Natuurpark Kellerwald-Edersee, in het noorden van Hessen niet ver van het Sauerland vandaan.
Het park is in 2004 erkend door de International Union for Conservation of Nature and Natural Resources (IUCN). Het gehele Nationaal Park Kellerwald-Edersee is bovendien op 25 juni 2011 toegevoegd aan de werelderfgoedinschrijving «Oude en voorhistorische beukenbossen van de Karpaten en andere regio's van Europa» van UNESCO. Het Kellerwald is toegevoegd aan de werelderfgoedlijst omdat de aanwezige beukenbossen een oerboskarakter hebben. In het gebied heeft nooit bosbouw plaatsgevonden.

## Algemene informatie
Het gebied varieert qua hoogte tussen de 200 en 626 meter boven zeeniveau. Het hoogste punten wordt gevormd door de Traddelkopf (626 m) en Dicker Kopf (604 m). Jaarlijks valt er een gemiddelde hoeveelheid neerslag tussen de 600 en 800 millimeter en heeft een gemiddelde jaartemperatuur tussen de 6 en 8°C. Het gebied ligt in het stroomdal van de rivier Eder.

## Flora en fauna
Het woud Kellerwald is het grootste samenhangende veldbies-beukenbosverbond van Duitsland, waarin de beuk (Fagus sylvatica) en witte veldbies (Luzula luzuloides) de belangrijkste botanische componenten vormen. Zeldzame bomen die hier ook voorkomen zijn de zomerlinde (Tilia platyphyllos), Noorse esdoorn (Acer platanoides) en elsbes (Sorbus terminalis). Overige opvallende planten zijn de alpenbes (Ribes alpinum) en rotsanjer (Dianthus gratianopolitanus). In het Nationaal Park Kellerwald-Edersee zijn 550 varens, 383 schimmels, 876 kevers en 270 korstmossen vastgesteld. Het aantal mossen wordt nog onderzocht, maar bedraagt een minimum van 320 soorten. Ook komen er zeldzame zoogdieren voor als Europese wilde kat (Felis silvestris) en Bechsteins vleermuis (Myotis bechsteinii). Nabij het Kellerwald is bovendien de Euraziatische lynx (Lynx lynx) gesignaleerd en er gloort daarom hoop dat de soort het bos opnieuw zal koloniseren. De oude bossen bieden broedgelegenheid voor holenbroedende soorten als bosuil (Strix aluco), middelste bonte specht (Dendrocopos medius), kleine bonte specht (Dendrocopos minor), zwarte specht (Dryocopus martius), groene specht (Picus viridis) en grijskopspecht (Picus canus).

## Galerij

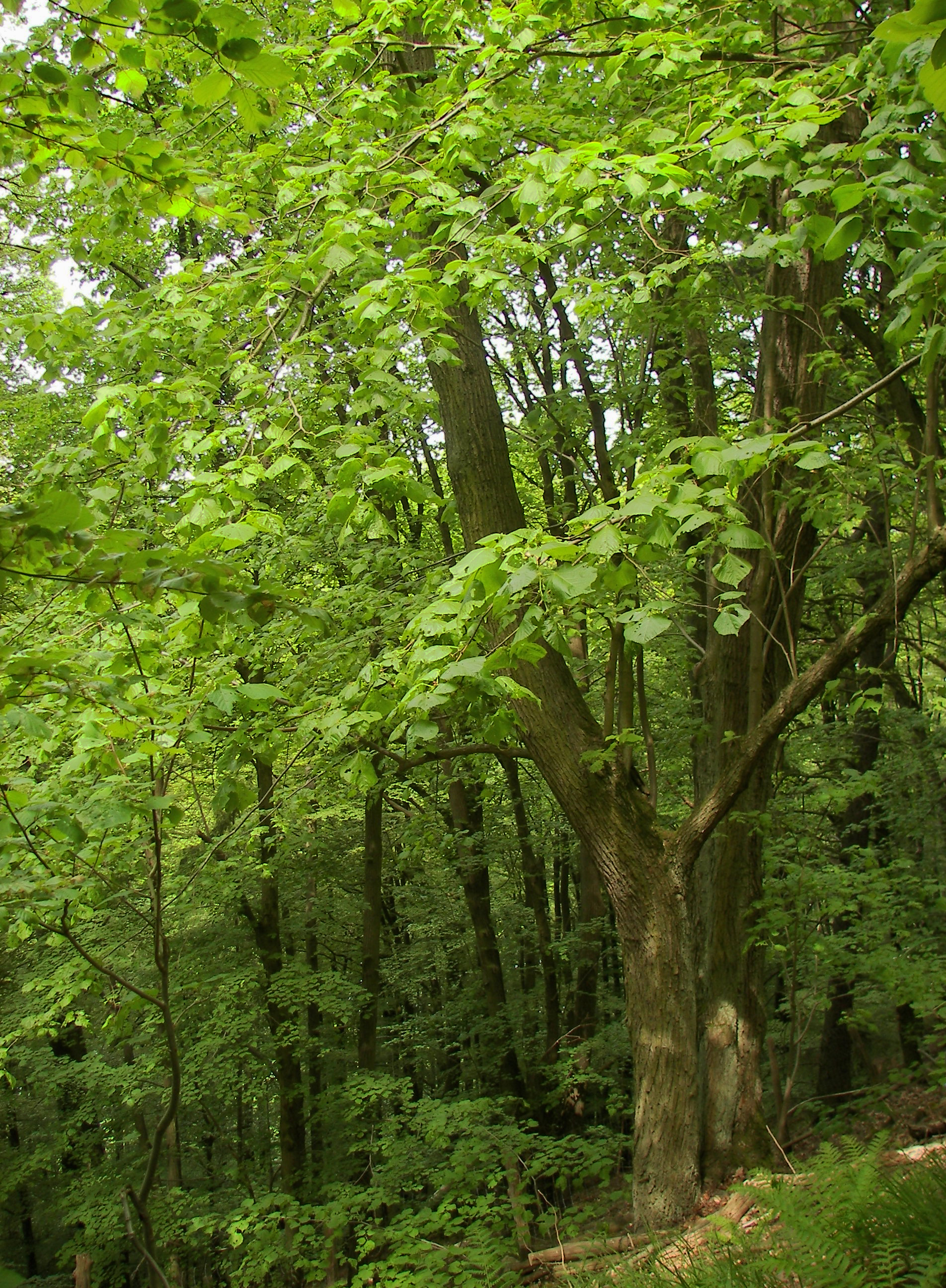
Zomerlinde (Tilia platyphyllos) in het Kellerwald.
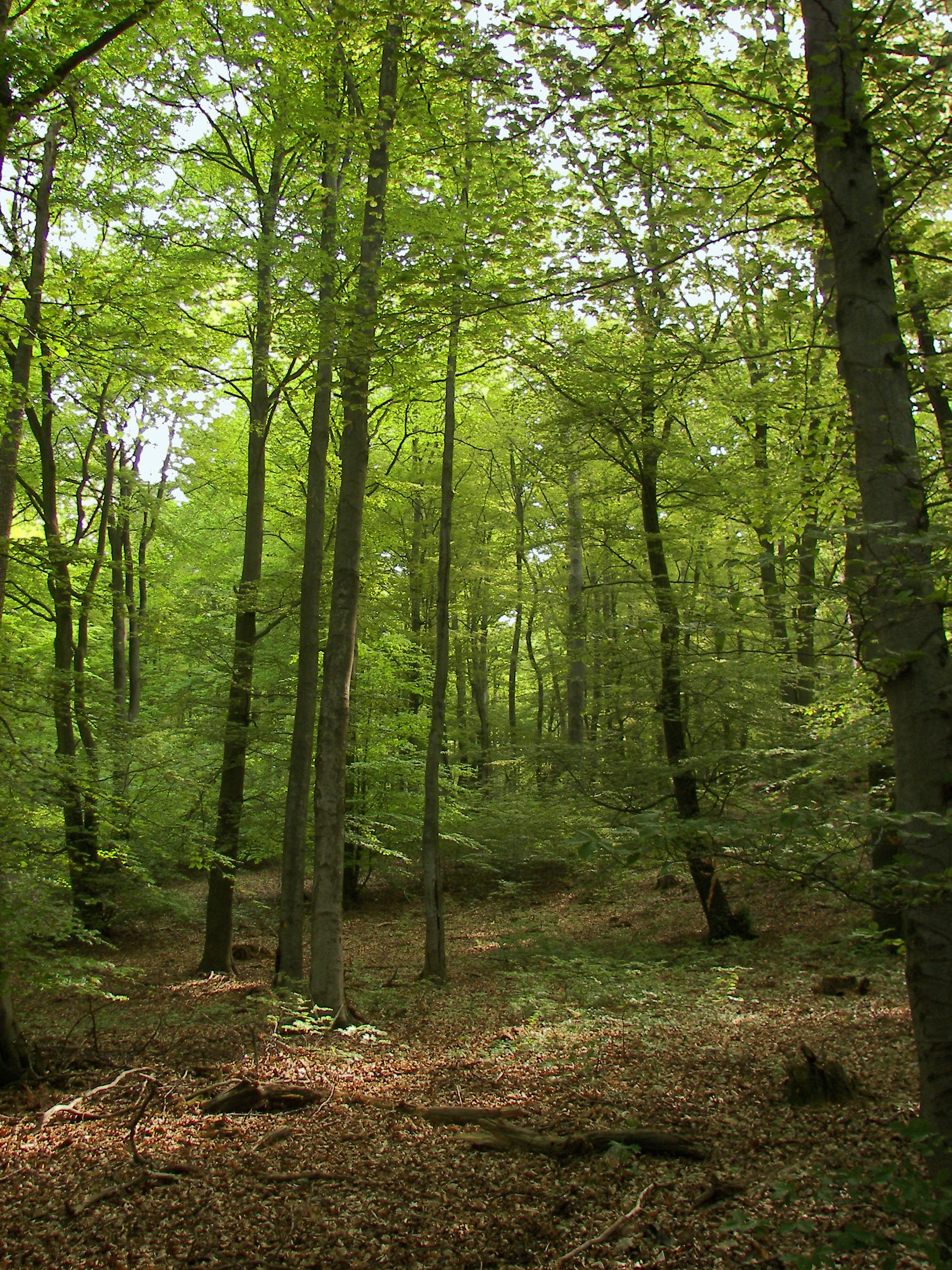
Beukenbos in het Kellerwald.
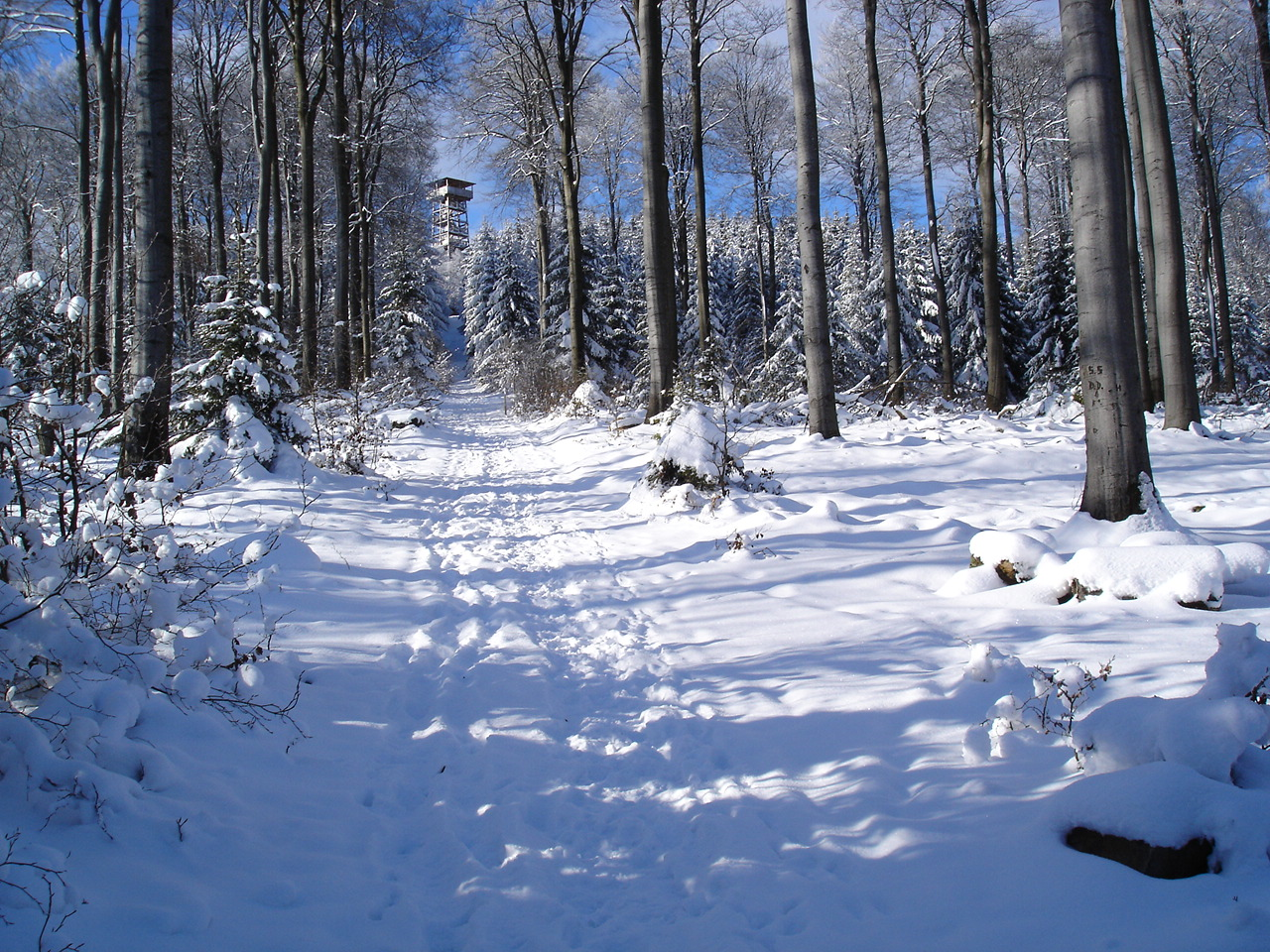
Pad naar de uitzichttoren van het Kellerwald.
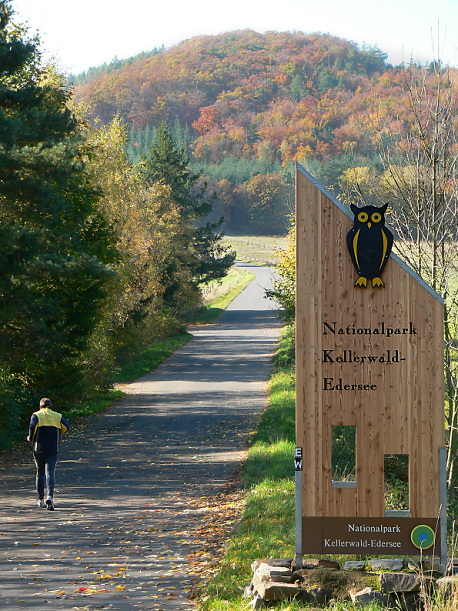
Welkomstbord.